# Esperiopsis varia
Esperiopsis varia är en svampdjursart som beskrevs av Sarà 1978. Esperiopsis varia ingår i släktet Esperiopsis och familjen Esperiopsidae.
Artens utbredningsområde är havet utanför Chile. Inga underarter finns listade i Catalogue of Life.